# Su-17 (航空機)
Su-17 / Су-17
Su-17M4
- 用途：戦闘爆撃機、前線偵察機
- 設計者：スホーイ設計局
- 製造者：なし
- 運用者：
 ポーランド(ポーランド空軍)
 ベトナム(ベトナム空軍)
 イエメン(イエメン空軍（英語版）)
 リビア(リビア空軍（英語版）)
 イラン(イラン空軍)
 シリア(シリア空軍)
 アンゴラ(アンゴラ空軍（英語版）)
- 初飛行：1969年7月1日
- 生産数：2,867機
- 生産開始：1969年
- 運用開始：1970年
- 退役：1998年
- 運用状況：現役
- 原型機：Su-7

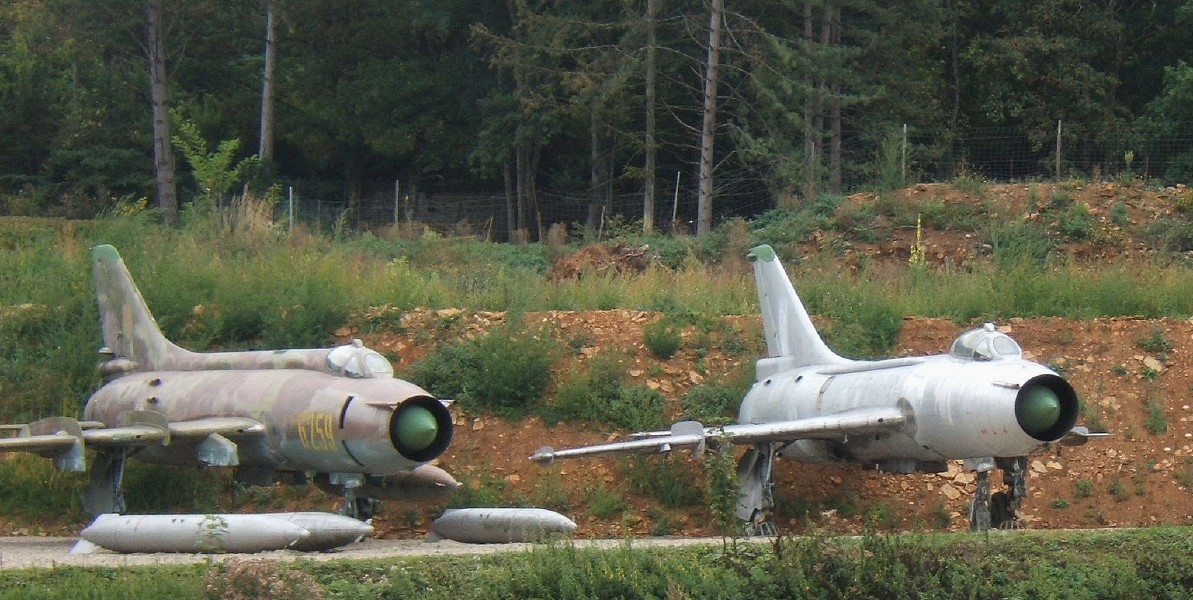
Su-20（左）とSu-7BKL

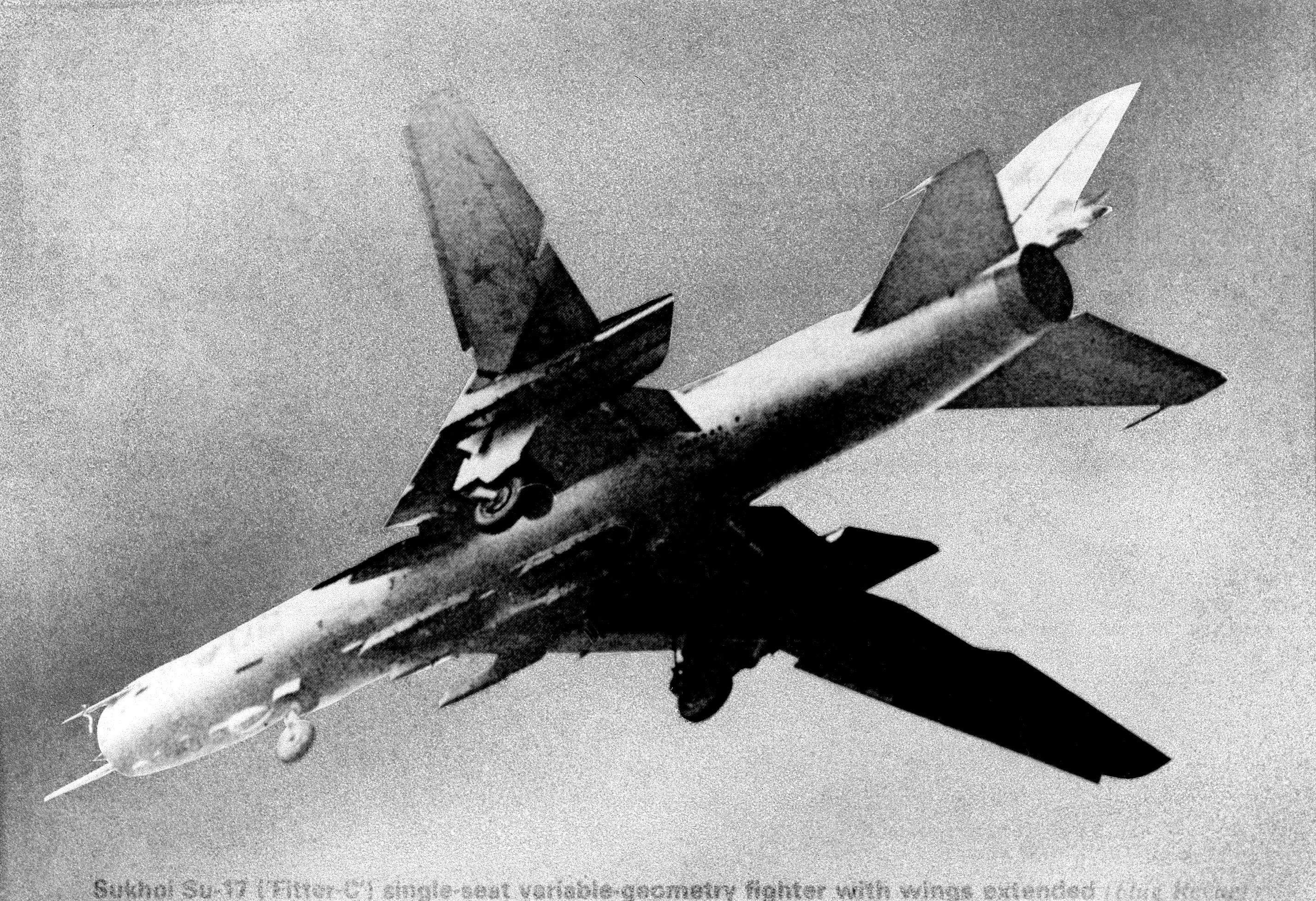
展開されたSu-17Mの可変翼

Su-17（スホーイ17、スホイ17；ロシア語：Су-17スー・スィムナーッツァチ）は、ソ連のスホーイ設計局が開発した超音速ジェット軍用機である。Su-7を改良した可変翼機で、戦闘爆撃機や前線偵察機として使用された。
NATOコードネームはSu-7から続く「フィッター」（Fitter：「仕立物屋」）で、派生型に応じて「フィッターC」から「フィッターK」までが割り当てられた。Su-20（Су-20スー・ドヴァーッツァチ）やSu-22（Су-22スー・ドヴァーッツァッドヴァー）は、Su-17の輸出向けの派生型である。

## 概要

### 開発
ソ連では1950年代後半以降、大型の前線戦闘機として開発されたSu-7戦闘爆撃機シリーズを空軍の対地攻撃力の根幹に据えてきた。しかしながら、このSu-7は短い航続距離と少ない兵器搭載量という戦闘爆撃機としては致命的な欠陥を抱えており、1960年代にはその後継機の開発が必須とされた。その結果開発されたのがSu-17とMiG-23Bであった。
Su-17はSu-7BMの後退翼を半可変翼としたSu-7IK（設計局名：S-22I）を基にして開発された。一方、国内対抗機となったMiG-23Bはソ連国内向けのMiG-27と輸出向けのMiG-23BNに発展し、両者は並行して生産が開始された。Su-17シリーズは可変翼機ではあるが、ピガー点が主翼の中ほどにあるため、アスペクト比の変化は大きくない。なお、後退角は28度から62度で変化する。
完全な新型機であったMiG-23/27に対し、Su-17シリーズは原設計の古さにも拘らずMiG-23/27よりあとの1990年まで、国内向けに1,095機、輸出向けに1,866機が生産された。これは設計陣の絶え間ない改良努力の結果でもあり、今日のスホーイ設計局の礎となったといえる。また、一度に搭載できる兵器の数がMiG-23/27より多かったこと、Su-7以来の信頼性の高さなどもSu-17シリーズが長期に亙って大量に生産・配備されたことの理由といわれている。

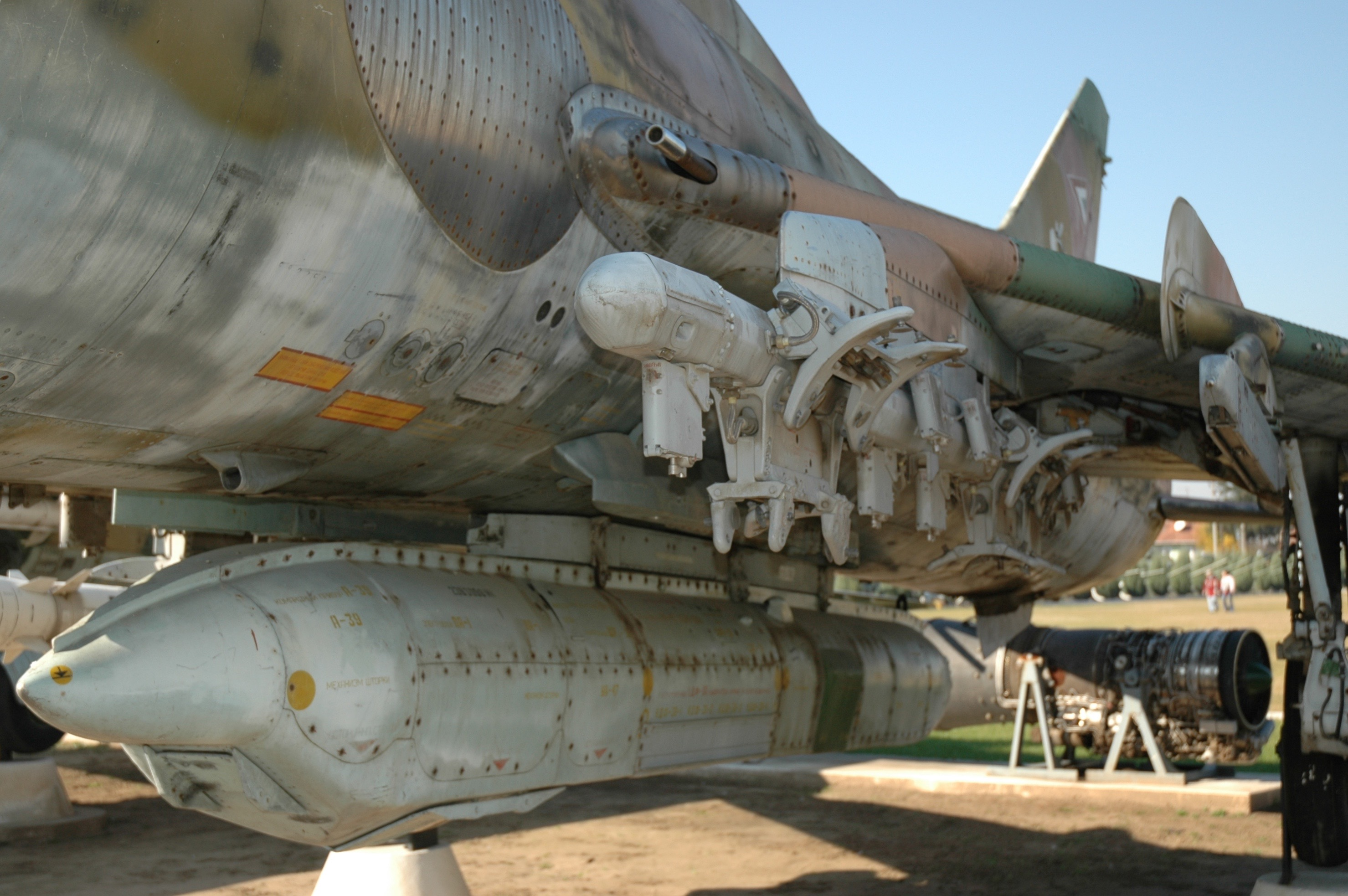
Su-17の胴体下に搭載された、KKR-1（ККР-1）偵察ポッド。

なお、Su-17シリーズは「戦闘爆撃機」と分類されるが、実際は偵察コンテナを搭載した前線偵察機としても重要な機体であり、今日でいうマルチロール機と言える多用途機である。特にロシアやウクライナ、ハンガリーなどでは、末期は偵察任務中心に使用されていた。また、その他にも多くの開発機や研究機がSu-17シリーズから開発されており、実際に生産へ移されたものもあった。

### 実戦
Su-17シリーズに関する話題としては、1981年8月19日、リビアに輸出されたSu-22Mがアメリカ海軍のF-14戦闘機に撃墜されたことが西側で広く宣伝されている。この際には、R-3赤外線誘導式空対空ミサイル2発を搭載したSu-22Mがアメリカ海軍の航空母艦に対し脅威を及ぼす行動をとったとしてF-14が迎撃に上がり、短い空中戦ののちSu-22Mは2機とも撃墜された。これは、Su-22Mのパイロットの戦術が稚拙であり、また、搭載兵器の能力も著しく劣っており、同じ可変翼機とはいえそもそもの開発目的が異なる両機の対決は初めから結果が見えていたとされる。なお、小型の空対空ミサイルしか搭載していなかったSu-22Mがどのように航空母艦に対し脅威を及ぼすことができたのかは不明である。この事件は、1981年のシドラ湾事件と呼ばれている。
それ以前に、Su-17の最初の実戦活動となったのは第四次中東戦争におけるアラブ（エジプトおよびシリア）側による前線投入であった。この戦いでは、極初期型のSu-17とSu-20が従来のSu-7BMKやMiG-17Fとともに使用され、イスラエル陣営への爆撃に効力を発揮した。その後も、中東方面では湾岸戦争後に到るまで実戦運用が続けられた。南北に分裂していたイエメンでは、双方にSu-22Mなどが採用されて互いの領土を爆撃しあった。イラン・イラク戦争でもSu-22MやSu-22M4がイラク空軍によって使用された。
アフリカでもリビアのほかアンゴラで大々的な実戦投入が行われた。1980年代、アンゴラはCIAの支援する反政府組織や敵対する南アフリカの地上軍に対する攻撃力の増強のためにMiG-23MLAなど新しい機材の購入を行い、また、キューバからの軍事支援も取り付けたが、その中で大きな対地攻撃力をもつ機体としてSu-22やSu-22M4の配備が実施された。
Su-17シリーズがもっとも重要な任務を務めたのはソ連によるアフガニスタン侵攻時のことで、Su-17M4を主要装備とした爆撃部隊が敵ゲリラの潜む山岳地帯や都市の爆撃を行った。また、Su-17M3RやSu-17M4Rを主要装備とした偵察部隊は、ソ連軍の偵察戦力の主幹として多くの任務をこなした。こうした中で、多くの機体が敵の地対空ミサイルの犠牲になり、機体へのチャフ・フレア・ディスペンサーの増備など地対空ミサイル避けの対策が講ぜられていった。Su-17シリーズは、Su-7BMKの後継および補強としてソ連の支援するアフガニスタン政府軍へも供給されたが、のちには敵勢力にも捕獲され運用された。
Su-17は戦闘爆撃機や前線偵察機として使用されたため敵機の撃墜などのいわゆる「派手な戦果」は挙げる機会に恵まれなかったが、その中で珍しい戦果としては、1994年3月22日にマスード将軍の北部同盟空軍のSu-22（サブタイプ不明）が当時のドスタム空軍のMiG-21（サブタイプ不明）を撃墜したことが報告されている。
南アメリカで唯一Su-17シリーズを採用したペルーでは、隣国エクアドルとの紛争にSu-22を投入した。攻撃任務の際、少なくとも1機のSu-22がエクアドルのミラージュF1戦闘機によって撃墜されている。ペルーではその後Su-22Mを導入したが、これらの機体は実戦は経験していない。

### 現状

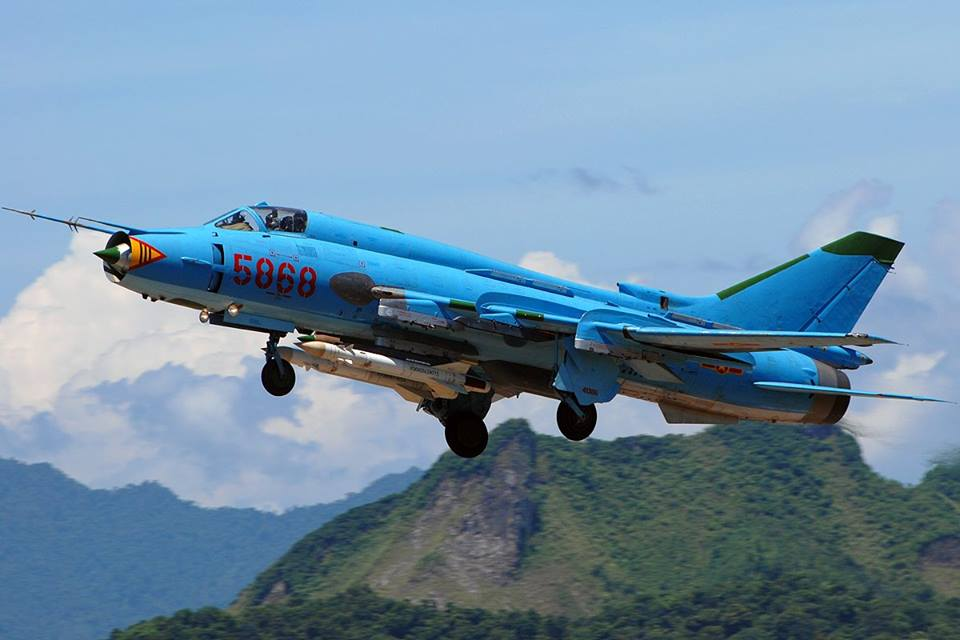
現役に留まるベトナム空軍のSu-22M4 (2017年)

ソビエト連邦の崩壊に伴う独立後、ロシアでは欧州通常戦力削減交渉を受けて予定より機体の退役時期が早められた。1990年代半ば以降ロシア空軍ではSu-17シリーズは条約制限外の「練習機」として運用が続けられたが、同空軍が「今後作戦機は双発機のみとする」としたこと、ロシア経済が崩壊したことなどから削減は続けられ、1998年にウクライナのクリミア半島に配備されていた海軍航空隊機の退役を以ってそのキャリアを終えた。その部隊をはじめ、それまでSu-17シリーズを装備していた部隊の内解散されなかったものはSu-24に転換した。アゼルバイジャンやアルメニアでは周辺国との紛争時にSu-17M（M3? M4?）を使用したという情報もあるが、そもそも保有機体のサブタイプからして不明である。
ヨーロッパにおいて、近年までSu-17シリーズはポーランド、ドイツ、ブルガリア、スロバキアなどで運用がされてきたが、その多くは近年退役し、2019年現在、運用を継続しているのはポーランド空軍だけである。ブルガリアのSu-22M4/Rは2004年5月に退役し、ドイツで長らく評価用に運用されてきたSu-22M4もMiG-29の退役にあわせて現役を退いた。一方、ポーランドのSu-17シリーズは、以前はSu-20R前線偵察機とSu-22M4戦闘爆撃機、Su-22M4R前線偵察機、Su-22UM3K練習戦闘機であったが、現在はSu-20Rは退役し、Su-22M4など後期型のみが運用されている。これらの機体は敵味方識別装置などについてNATO標準に合わせた近代化改修が施されており、2010年以降まで運用する予定である。なお、それまでに一部の部隊はアメリカ合衆国製のF-16Cに機種変更するが、これはNATO化改修された機体であっても元来根本的にNATO標準とは異なる設計・装備がなされているSu-22M4ではNATOが求める装備の完全な統一運用ができないためである。これは同国のMiG-29A/GやスロバキアのMiG-29Aなどについても当てはまることであり、NATOの中での非NATO機の在り方を探るという意味において今後の動向が注目される。 PolandAF Su-22M4 #9616, 2005
ペルーでは21世紀初頭、保有するSu-22やSu-22Mに対して近代化改修を施しており、ベラルーシから入手したSu-25とともに貴重な対地攻撃戦力として維持している。
エジプトの保有機に関しては詳らかでないが、戦争を生き残ったSu-20に対し近代化改修が行われたという情報もある。
イラクでは、大多数の、恐らくはすべての機体が飛行可能状態にないと考えられる。
イランでは、イラクから入手された機体がイスラム革命防衛隊にて運用されており、2018年9月22日時点にも現役にあり訓練に参加していることが報じられている。
南北が統一されたイエメンでは引き続きSu-22Mが運用されているが、その後ウクライナより若干のSu-17M4が追加取得された。
ベトナムでは、Su-22Mを偵察任務に、Su-22M4を攻撃任務に運用している。同国では近年より強力な戦闘爆撃機となるSu-30MKの採用が決まっているが、Su-22M4の近代化改修作業も完了しており、今後も運用が続けられる見込みである。
内戦やアメリカによる侵攻で多くの機材を失ったアフガニスタンでは、現在でもSu-17シリーズを運用しているのかは疑わしい。新しい塗装の施されたSu-22や破損したSu-22Mが保有されているようであるが、これらは軍の正式の装備には数えられていない模様である。現在、アフガニスタン軍が保有しているとされる軍用機は、MiG-21bis/UM、L-39、An-26、An-32、Mi-24V、Mi-8MTVのみである。

## 主な生産型

### 量産機(ソ連向け)
Su-17フィッターC（Су-17） ВВС СССР Су-17 #24
初期生産型で224機が製造された。Su-7BKLと同じく、リューリカ設計局製のAL-7F-1-250ターボジェットエンジンを装備した。飛行最高速度はマッハ2.1。可変翼の採用により、後退翼機であるSu-7より効率的な飛行が可能となり、離着陸に要する滑走距離と航続距離が大幅に改善された。なお、当初の試作機より量産機は尾部を中心にさらなる構造の洗練と電子装備の追加が行われた。Su-17は前量産機的な存在であったため生産数は限られ、ほとんどがソ連空軍で使用されたのち退役したが、一部はエジプトへ輸出され実戦へ投入された。
Su-17MフィッターC（Су-17М） ВПС України Су-17М #06
Su-17の改良型で、この型より本格的な配備が始められた。エンジンは、リューリカ設計局製の新型ターボジェットエンジンAL-21F-3に変更されていた。AL-32F-3はそれまでのAL-7シリーズのエンジンより小型軽量で、出力に加え燃費も大幅に向上していた。エンジンの小型化と出力の増加に伴い、それまでの直径の大きなエンジンに合わせエリアルールに則り膨らまされていた胴体尾部は、生産性の向上のためエリアルールを無視して前部胴体と同じ直径のものに設計変更された。エンジンの燃費の向上と燃料タンクのさらなる増積の努力により、航続距離と武装搭載量はさらに増加した。
Su-17M2フィッターD（Су-17М2） ВВС СССР Су-17М2 #67 ВВС СССР Су-17М2
Su-17Mの改良型。
Su-17M2RフィッターD（Су-17М2r）
Su-17M2を元にした戦術偵察機型。
Su-17M2-DフィッターD（Су-17М2d）
Su-17M2にコマンド誘導空対地ミサイルKh-23を運用可能とした改良型。
Su-17UMフィッターE（Су-17УМ） ВВС СССР Су-17UМ #80
Su-17M2の複座型であるが、機首が下方へ曲げられ背部の膨らみも大型化されるなど機体形状が大きく変化した。この形状の複座型の開発には、のちの戦闘爆撃機型Su-17M3の原型機とする目的もあった。
Su-17M3フィッターH（Су-17М3） ВПС України Су-17М3 #50
Su-17シリーズの後期型で、複座型に準じた機体形状となった。当初Su-19とも呼ばれたが、正式にはSu-17M3となった。1978年規格以降の機体は、それまでの型より垂直尾翼端が延長された。また、後期シリーズは機体尾部下面にもフィンが取り付けられている。Su-17M3では、小型のハードポイントが左右の主翼に1ヶ所ずつ追加され、ここに自衛用の空対空ミサイルR-60を搭載できるようにされた。ソ連向けSu-17シリーズでは輸出型で搭載されていたR-3/13ミサイルは運用できるように設定されていなかったため、この小型ミサイルが初めての自衛用武装となった。Su-17シリーズ中最大機数が生産され、ソビエト連邦の崩壊後も独立国家共同体運用された。
Su-17M3RフィッターH
Su-17M3を元にした戦術偵察機型。
Su-17M3PフィッターH
Su-17M3に対レーダーミサイルKh-27PSやKh-58の運用システムBA-58"ヴィユガ-17"を搭載可能とした防空網制圧機型。Su-17M3との違いはBA-58の受信アンテナが機種下面中央線上に設置されていることであるため外見上も識別できる
Su-17M4フィッターK（Су-17М4） ВПС України Су-17М4Р #50, 2002
最終型で、最も高度な攻撃能力を持つ発展型。当初Su-21とも呼ばれたが、正式にはSu-17M4となった。実用上過剰な機能であった可動式空気取り入れ口を固定式とするなどの簡略化を行い、重量を軽減するとともに機器の収納スペースの増加を図った。そのため、最高速度はマッハ 1.75となった。外見上の変化は、M3よりさらに大型化された背部の膨らみや、垂直尾翼付け根のインテイクの追加など。数シリーズが生産されたが、外見上はアンテナ類の相違から判断できる。ソ連からの独立後も独立国家共同体各国で使用された。また、ウクライナ機などの一部は輸出されたとされる。
Su-17M4RフィッターK（Су-17М4r）
Su-17M4を元にした戦術偵察機型。
Su-17UM3フィッターG（Су-17УМ3） ВВС России Су-17УМ3 #87, 1994
Su-17M3に準じた複座型で、本格的に生産された複座型。
量産機(輸出型)
Su-20フィッターC（Су-20） IraqAF Su-20, 2004
Su-17Mの輸出型で、ワルシャワ条約機構加盟国向けの機体は"A"、それ以外の第三世界向けの機体は"B"と称され、"B"はSu-7に準じた大幅なスペックダウン機であった。エンジンはAL-21F-3を搭載。ポーランドやアラブ諸国が使用。Su-17Mの輸出型という意味のSu-17MKとも呼ばれた。
Su-20RフィッターC（Су-20r） IraqAF Su-20, 2004
Su-20の戦術偵察機型で、新規での生産はなく全機が既存の機体からの改修機であった。
Su-22フィッターF（Су-22） FAP Su-22A(mod.) #024, 2005 FAP Su-22A(mod.) #022, 2005
Su-17M2の輸出型で、いわゆる"B"規格に当たる。Su-20Mと呼ばれることもある。エンジンはMiG-23の搭載するツマンスキー設計局製のターボジェットエンジンR-29-300に準じたR-29BS-300が採用された。ペルー、リビア、アンゴラ、アフガニスタン（アフガニスタン民主主義共和国空軍（DRAAF）機やターリバーン空軍（IEAAF）機が確認されている）などで使用されている。また、一部はソ連空軍でも使用された。ペルー空軍の機体は近代化改修を受け、外見も若干変化している。
Su-22MフィッターJ（Су-22М） FAP Su-22M(mod.) #167, 2005 FAP Su-22M #176
Su-17M3の第三世界向けの輸出型。いわゆる"B"規格の輸出型であると分類できる。"クリョーン"などの最新機材や最新ミサイルなどを外した大幅なダウングレード型であった。エンジンはR-29BS-300を搭載した。Su-22Mの後期シリーズは、Su-17M3の後期シリーズに準じて垂直尾翼端の延長が行われている。尾部下部フィンの取り付けは、行われているものとそうでないものとがある。後期シリーズに関してはSu-22M2とされることもあるが、正式な呼称ではない。リビア、ペルー、ベトナム、イエメンなどで使用。一部はソ連空軍でも運用されたが、それらの機体は輸出された機体とは搭載機器が異なっていた。なお、ペルー空軍の機体は近代化改修を受け、外見も若干変化している。
Su-22UMフィッター（Су-22УМ） FAP Su-22UM #029, 2005
Su-22Mに準じた複座型。同機使用国で運用された。
Su-22M3フィッターH（Су-22М3）
Su-17M3のワルシャワ条約機構加盟国向けの輸出型。いわゆる"A"規格の輸出型であると分類できる。尾部下部フィン・垂直尾翼端延長あり。採用国家としてはハンガリーが挙げられる。ソ連では当初Su-22M3をエンジンを含め完全なSu-17M3の輸出型とするつもりであったようだが、同時期にMiG-23MFを導入したハンガリー側の希望があり、エンジンはMiG-23シリーズと共通のR-29系のもの、即ちそれまでSu-17シリーズの"B"規格に採用されてきたものと同じR-29BS-300が採用された。搭載機器は基本的にSu-17M3と同じものであった。
Su-22M3RフィッターH（Су-22М3r）
Su-22M3に準じた戦術偵察機型。
Su-22UM3フィッターH（Су-22УМ3r） HungaryAF Szu-22UM3 #08
Su-22M3に準じた複座型。ハンガリーで運用された。
Su-22M4フィッターK（Су-22М4） PolandAF Su-22M4(mod.NATO) #3509, 2005 PolandAF Su-22M4(mod.NATO) #7410, 2004
Su-17M4の輸出型。ワルシャワ条約機構加盟国向けの"A"規格と、それ以外の第三世界向けの"B"規格とがある。基本的には、前者はSu-17M4の初期シリーズ、後者はSu-17M3の後期シリーズ程度の能力を持つ機体として設計されている。エンジンはいずれもAL-21F-3を搭載。ポーランド、ドイツ、ブルガリア、チェコスロバキア、ベトナム、アフガニスタン、イラク、アンゴラなどで使用。
Su-22M4RフィッターK（Су-22М4r）
Su-22M4の戦術偵察機型。なお、ポーランド空軍の機体はNATO化改修を受け、外見も若干変化している。
Su-22UM3KフィッターG（Су-22УМ3К） PolandAF Su-22UM3K(mod.NATO) #707, 2005
Su-17UM3に準じた複座型。Su-22後期型使用国で運用。エンジンはAL-21F-3を搭載。

### 計画機
Su-22M5（Су-22М5）
フランスとの協力で、Su-22M4の近代化改修機として開発された試験機。航空ショーに出展されたことがあったが、現在実際に運用している国はない模様。
Su-22M6（Су-22М6）
Su-22M4の廉価版として開発された機体。Su-17M4N、S-54N、S-56などとも呼ばれた。可変翼を廃し、45度の後退翼を持った航空機として設計されたが、実際に制作されることはなかった。

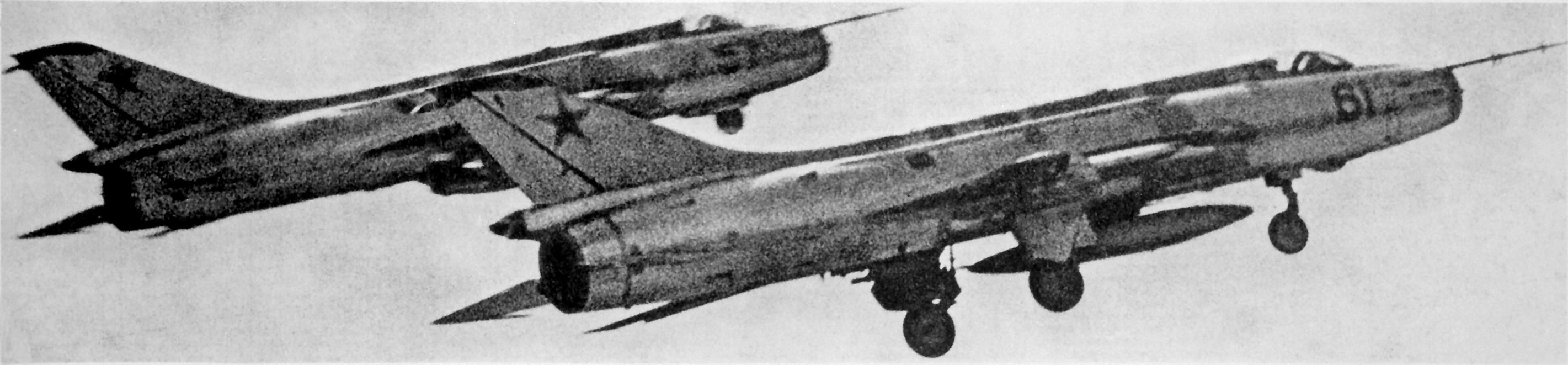
Su-17
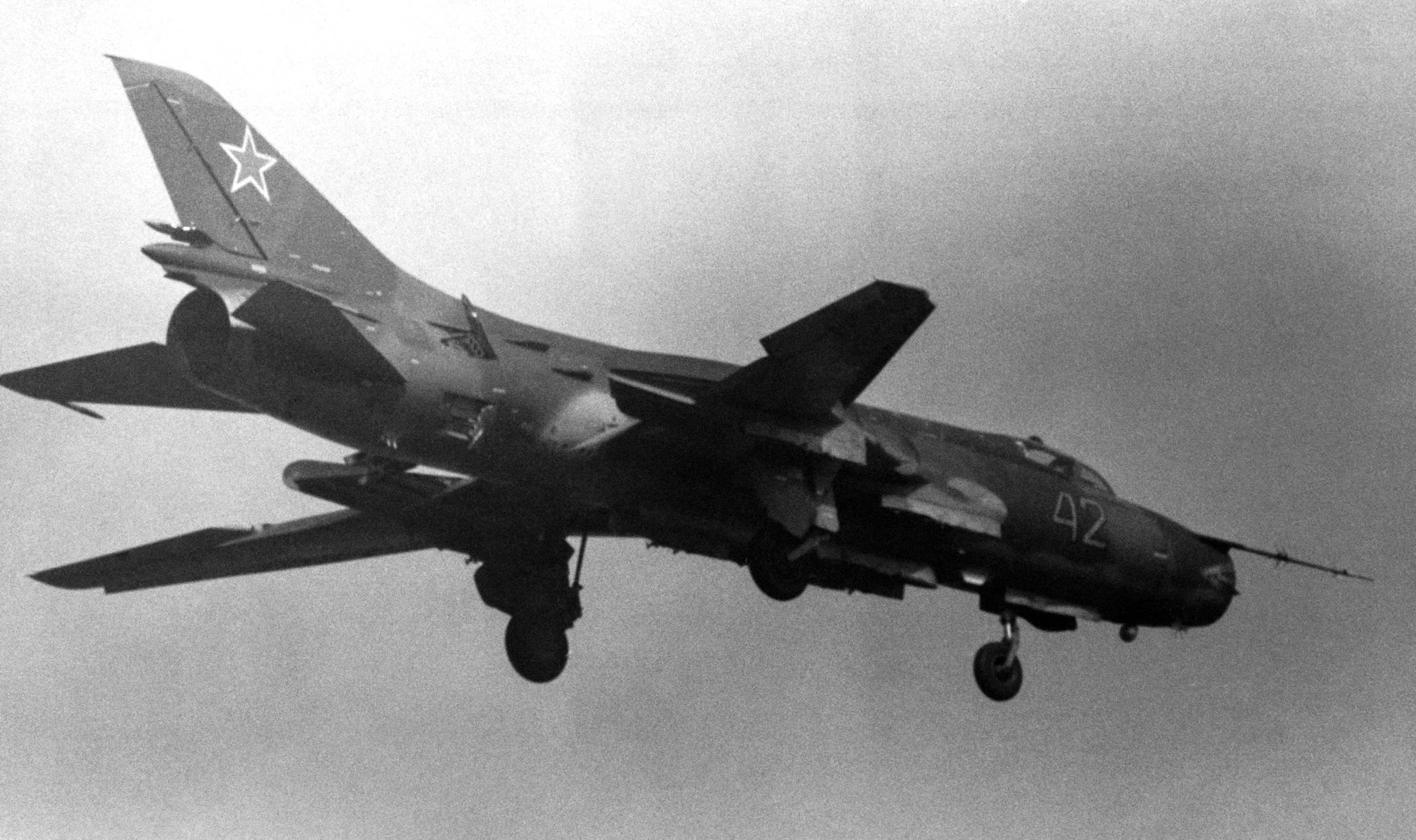
Su-17M
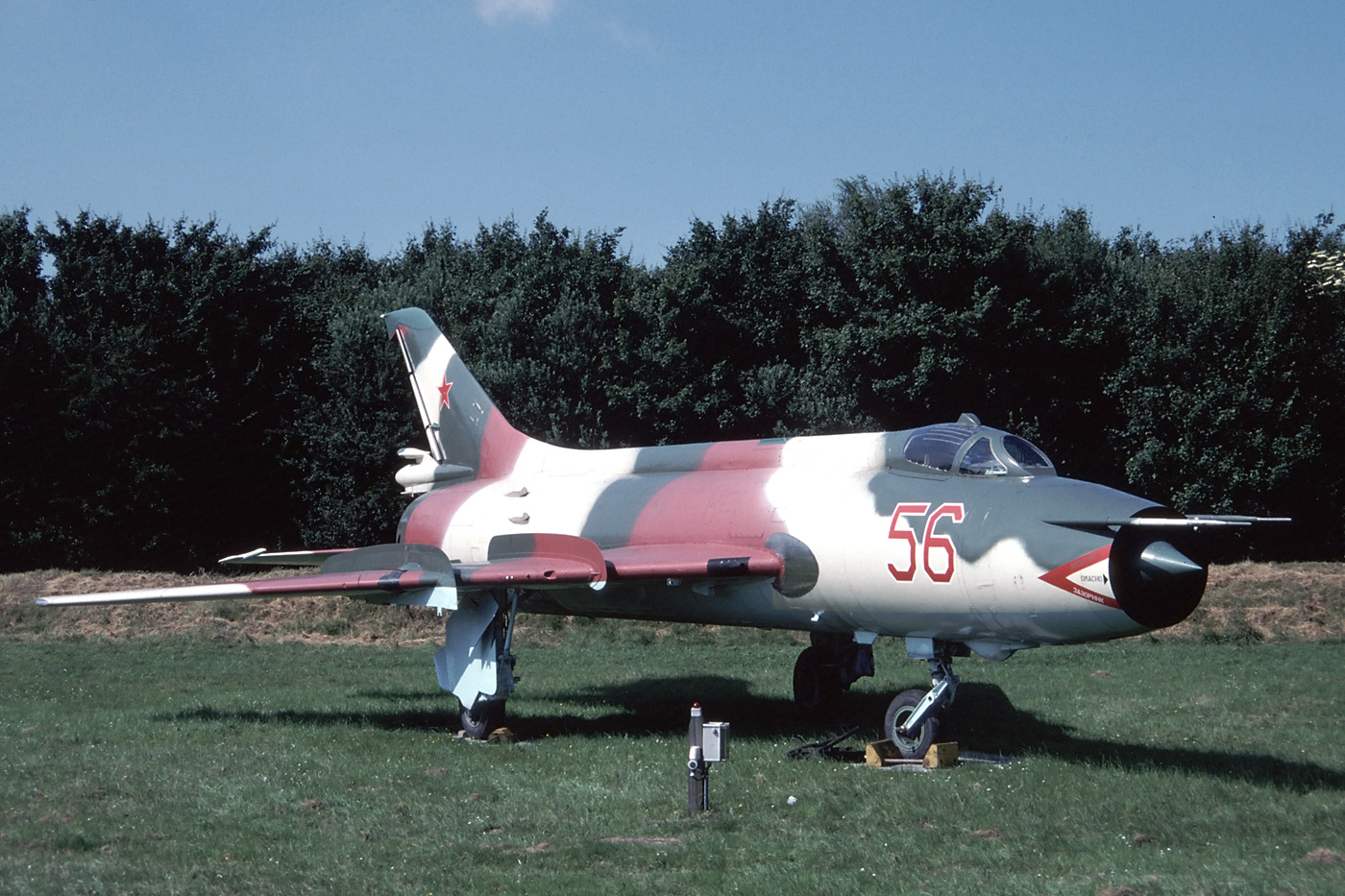
Su-20
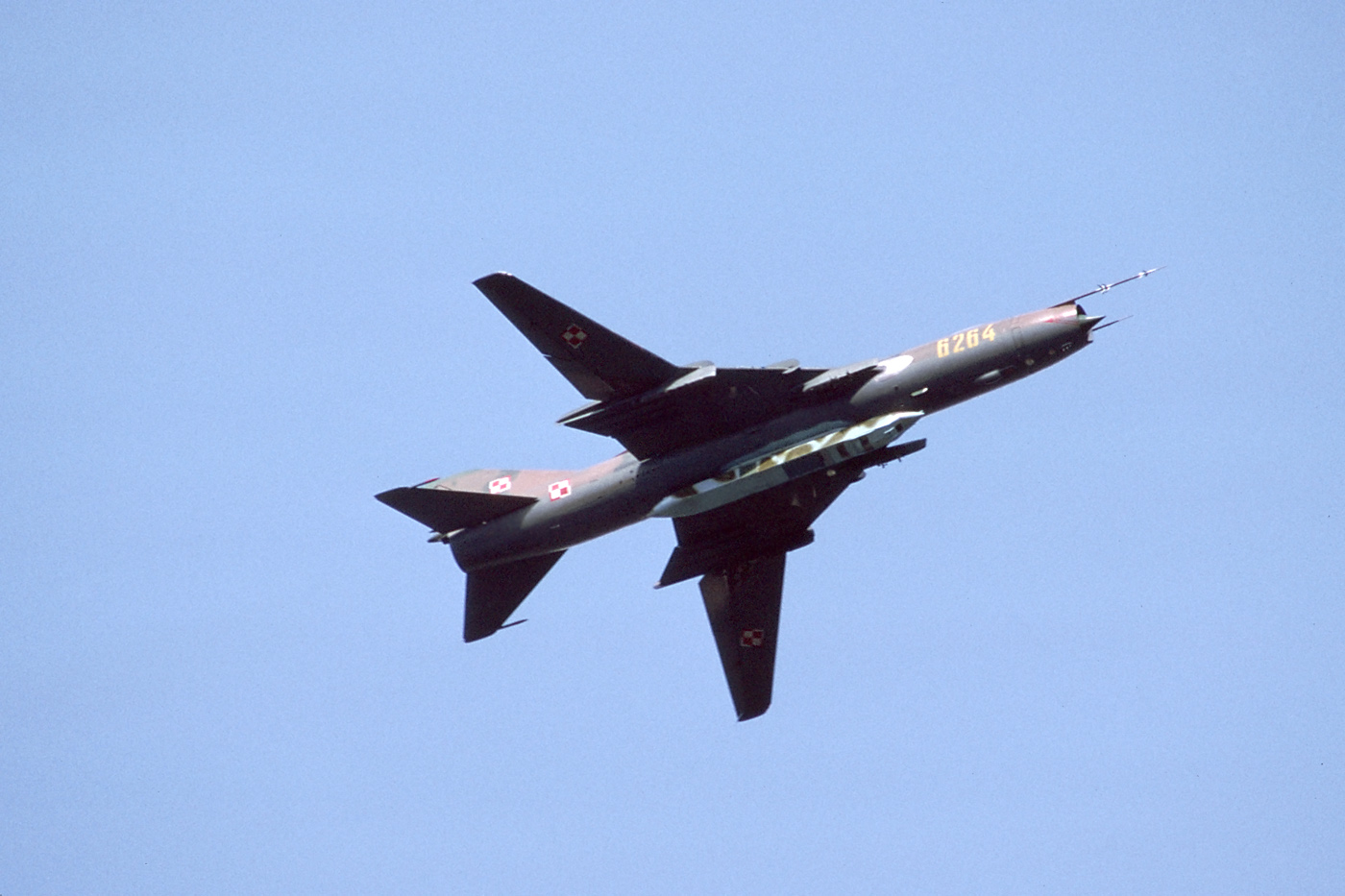
Su-20R
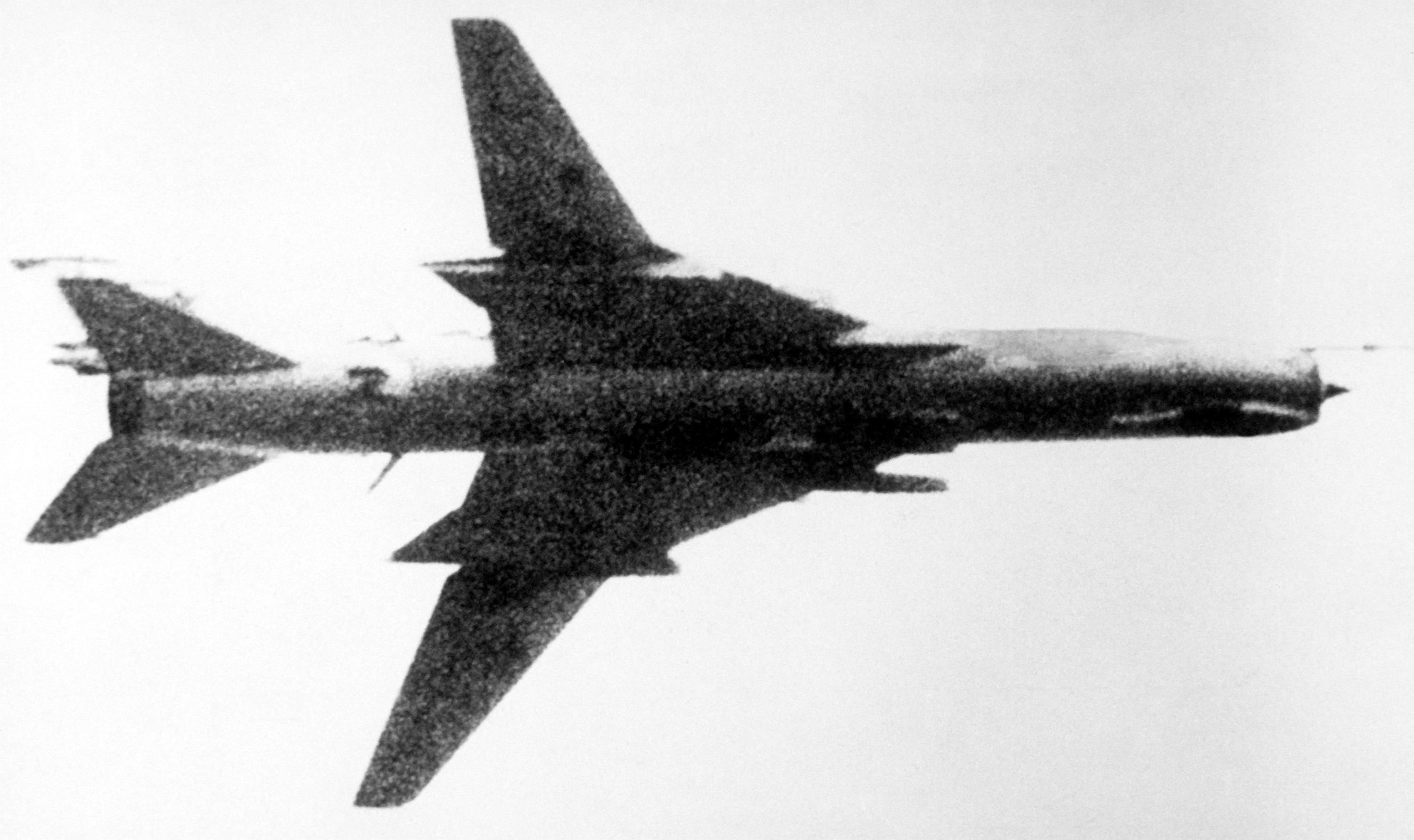
Su-17M2
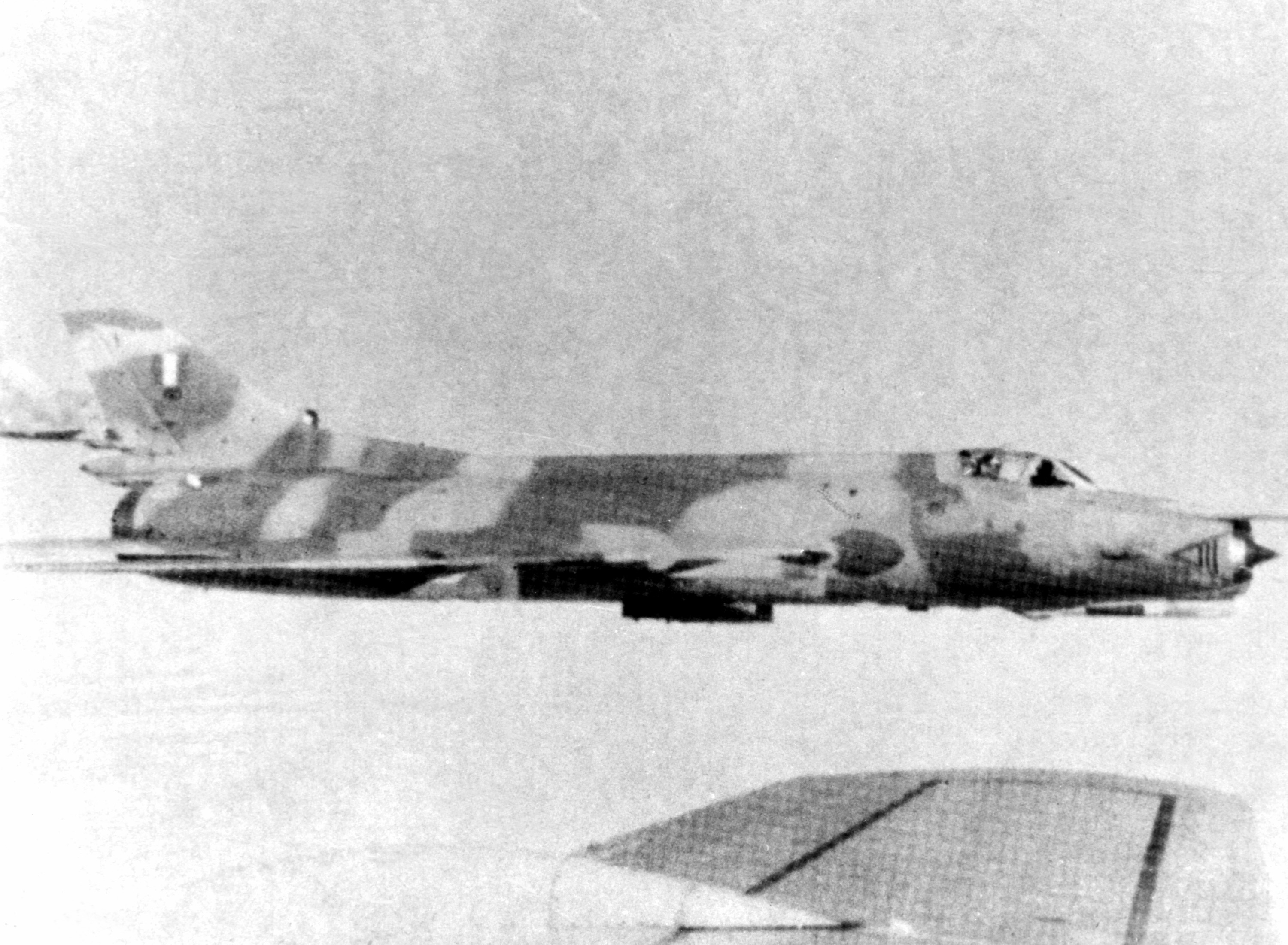
Su-22
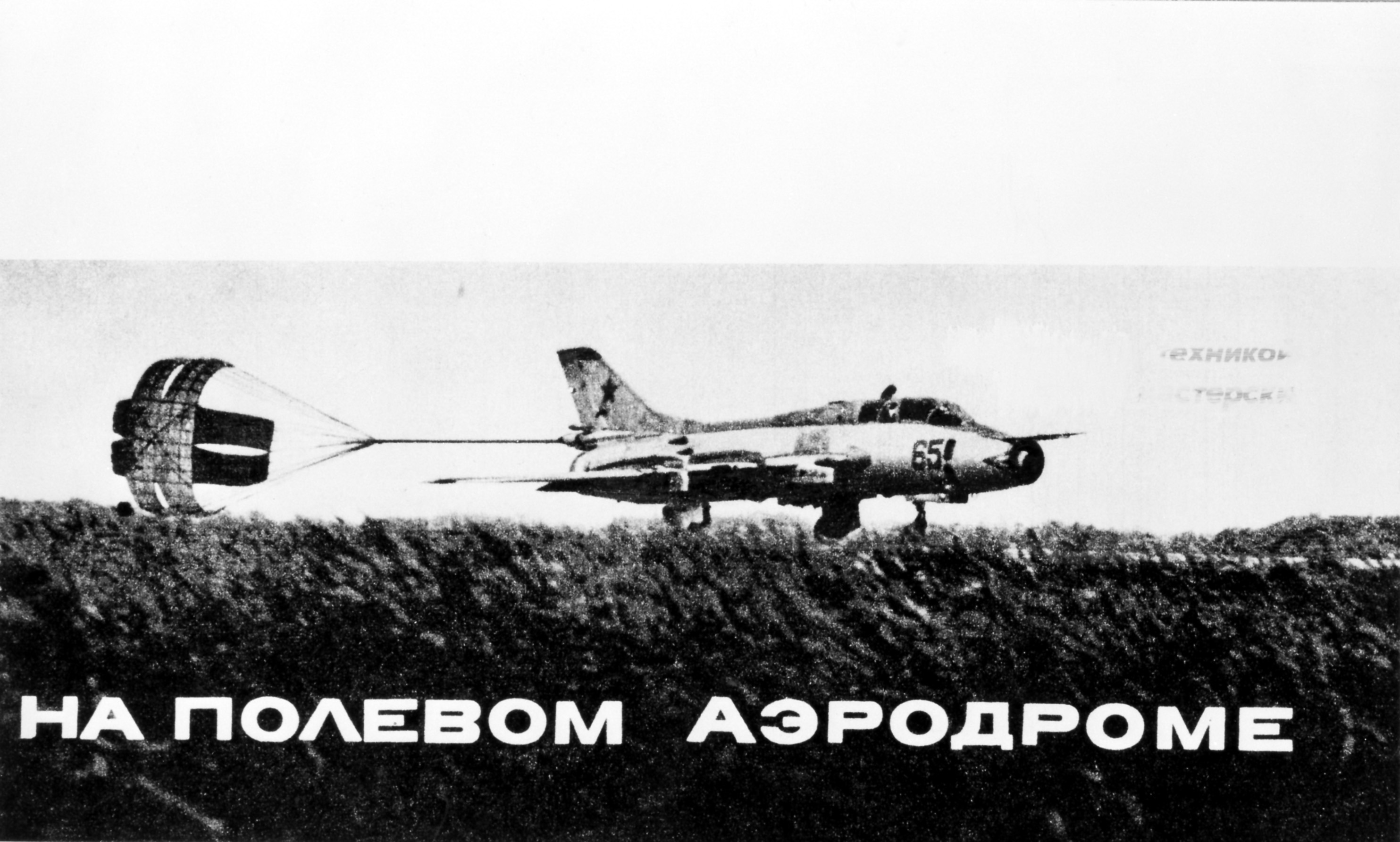
Su-17UM
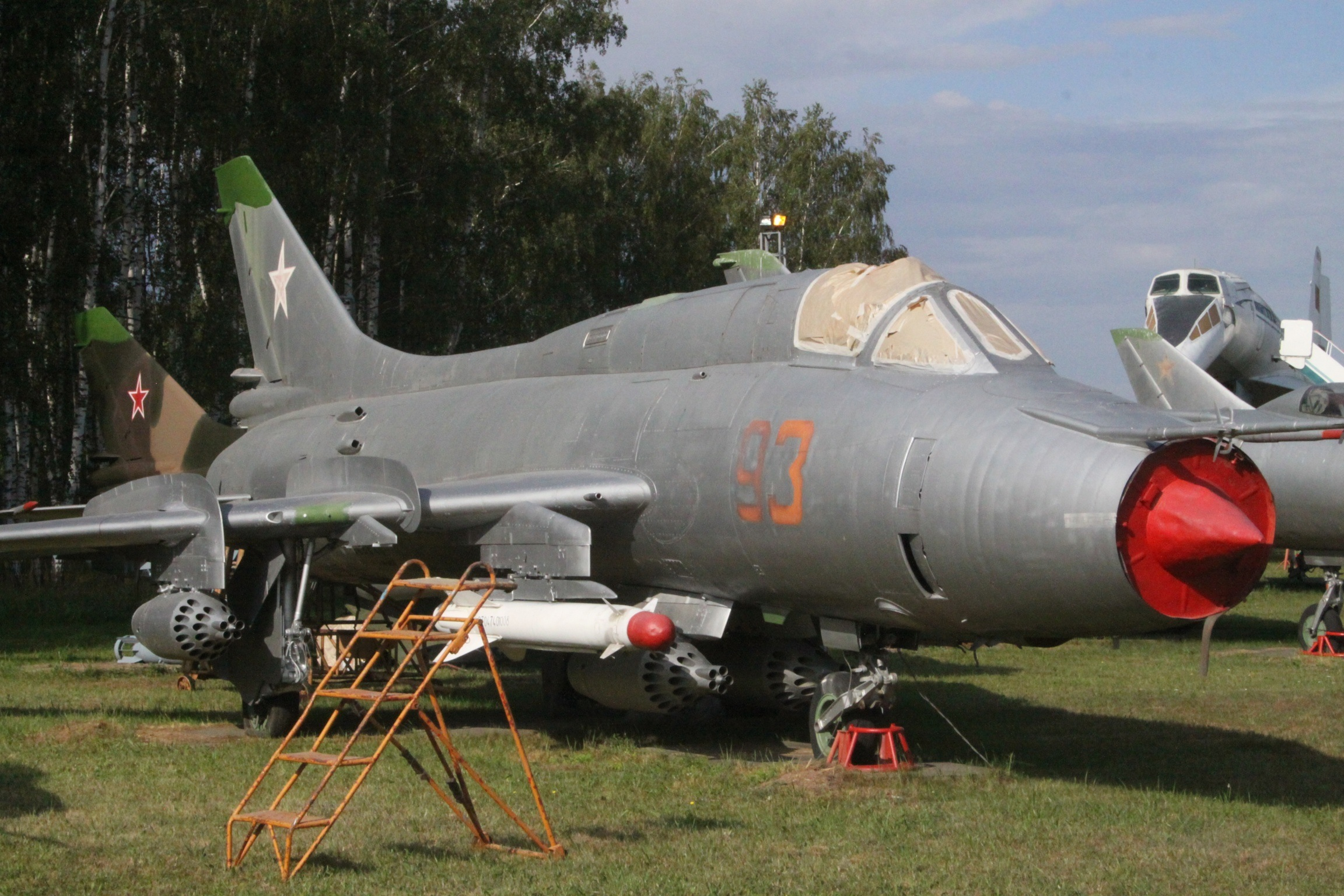
Su-17M3
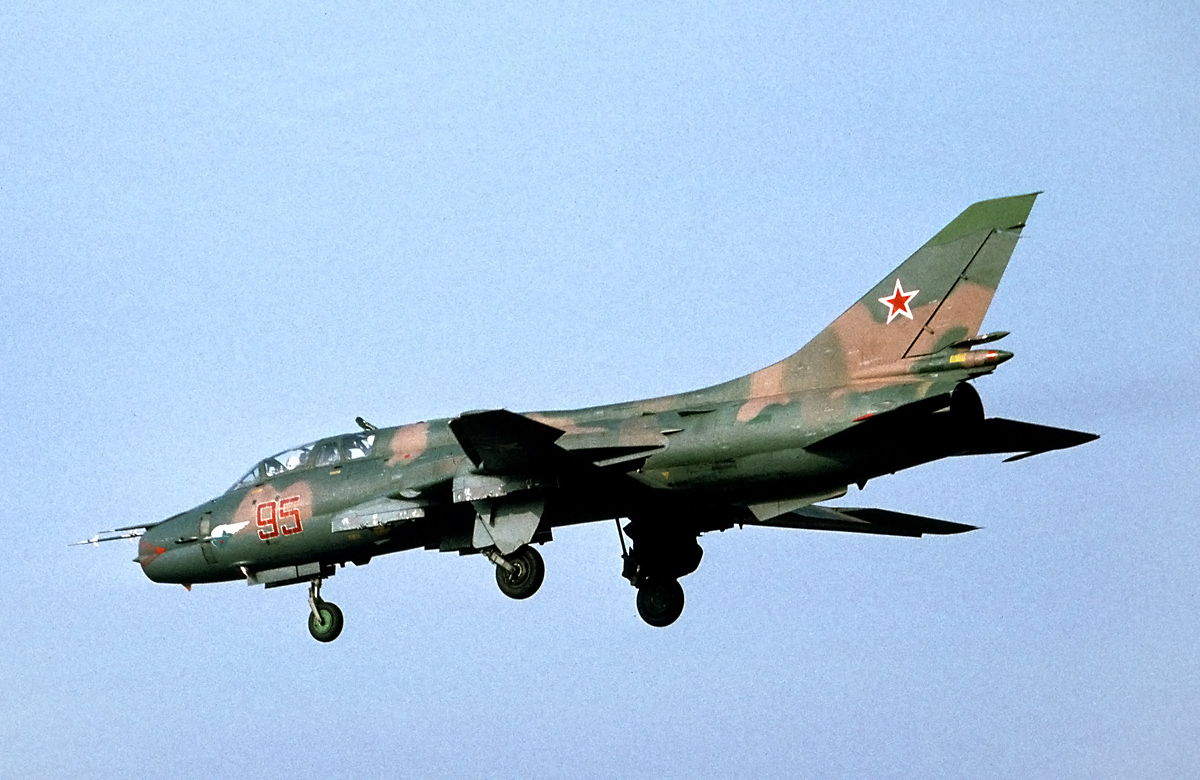
Su-17UM3
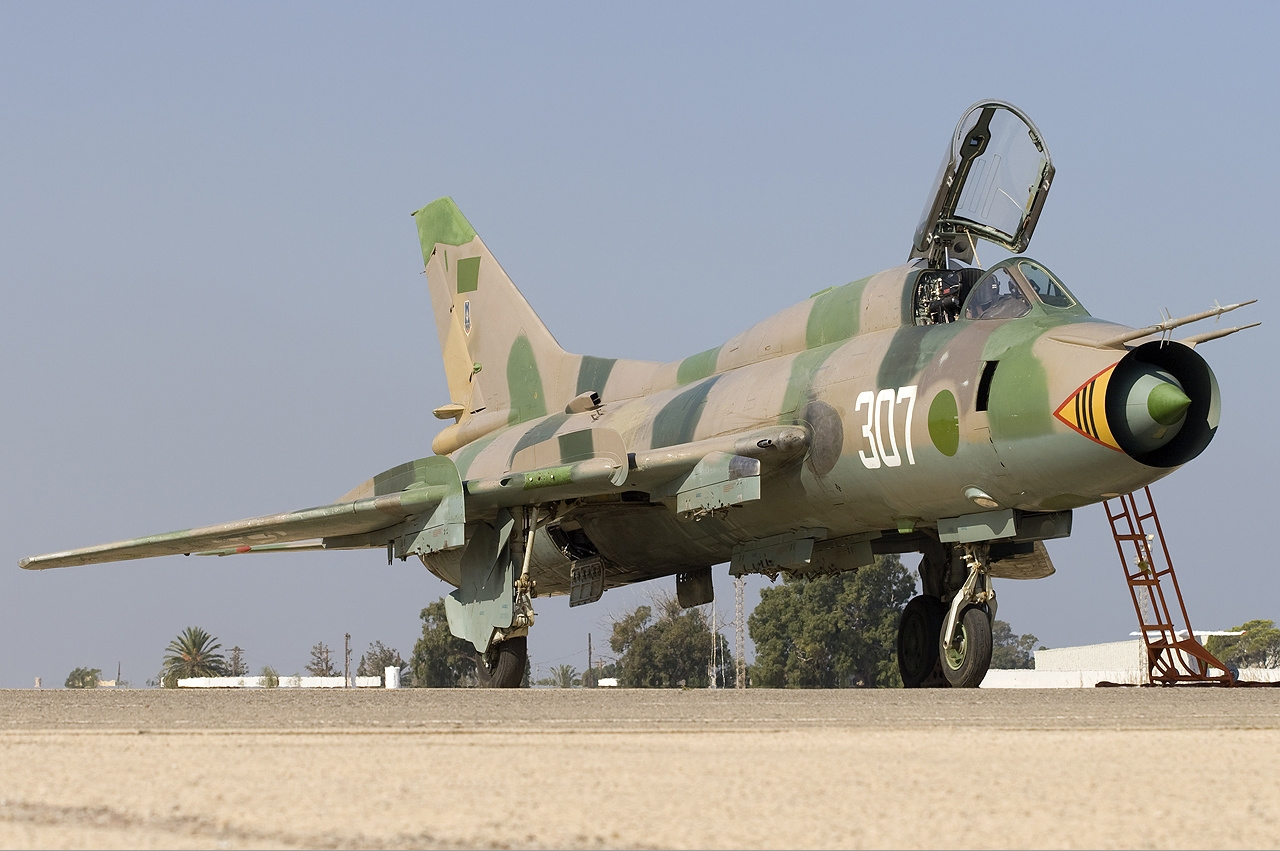
Su-22M3
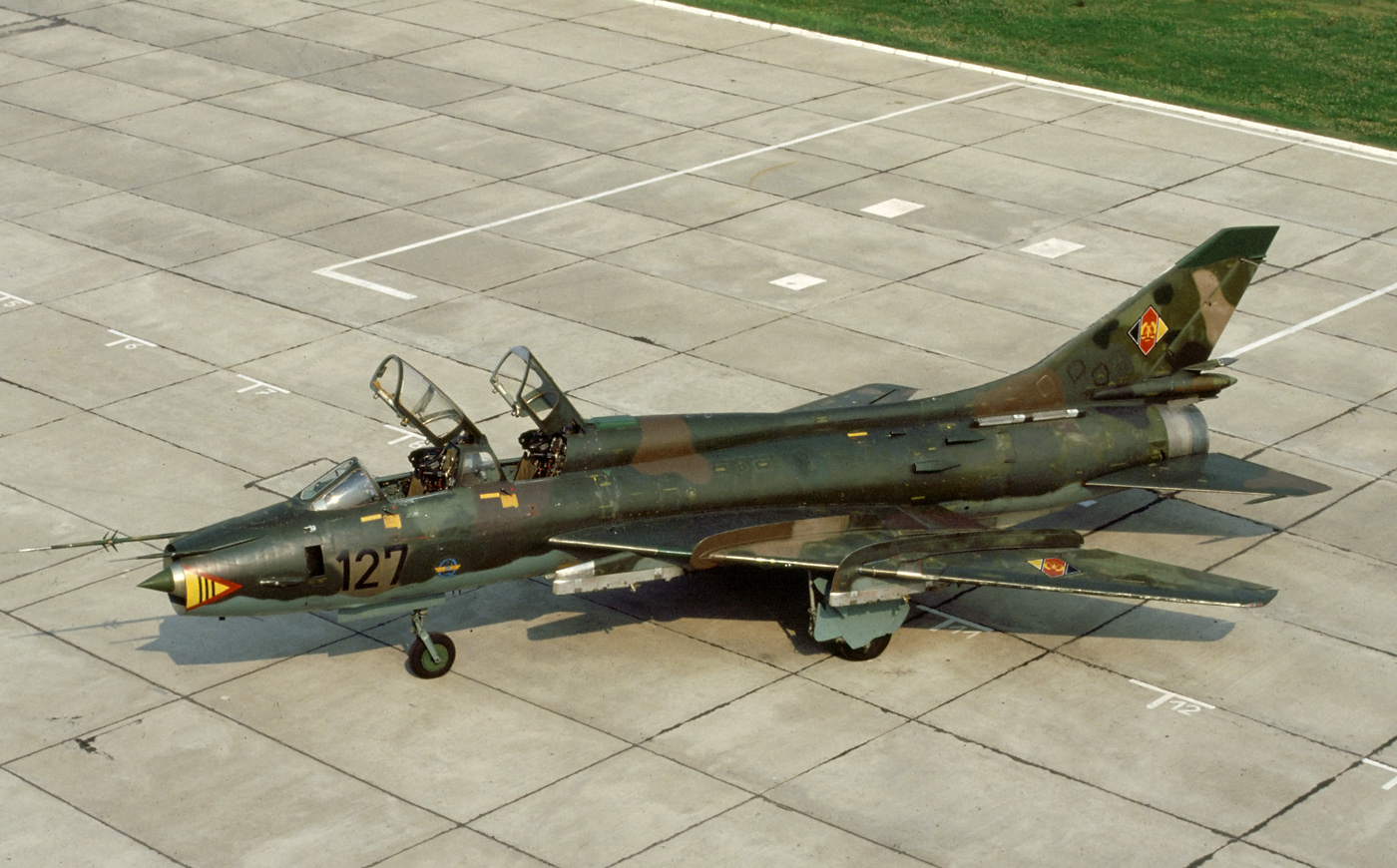
Su-22UM3
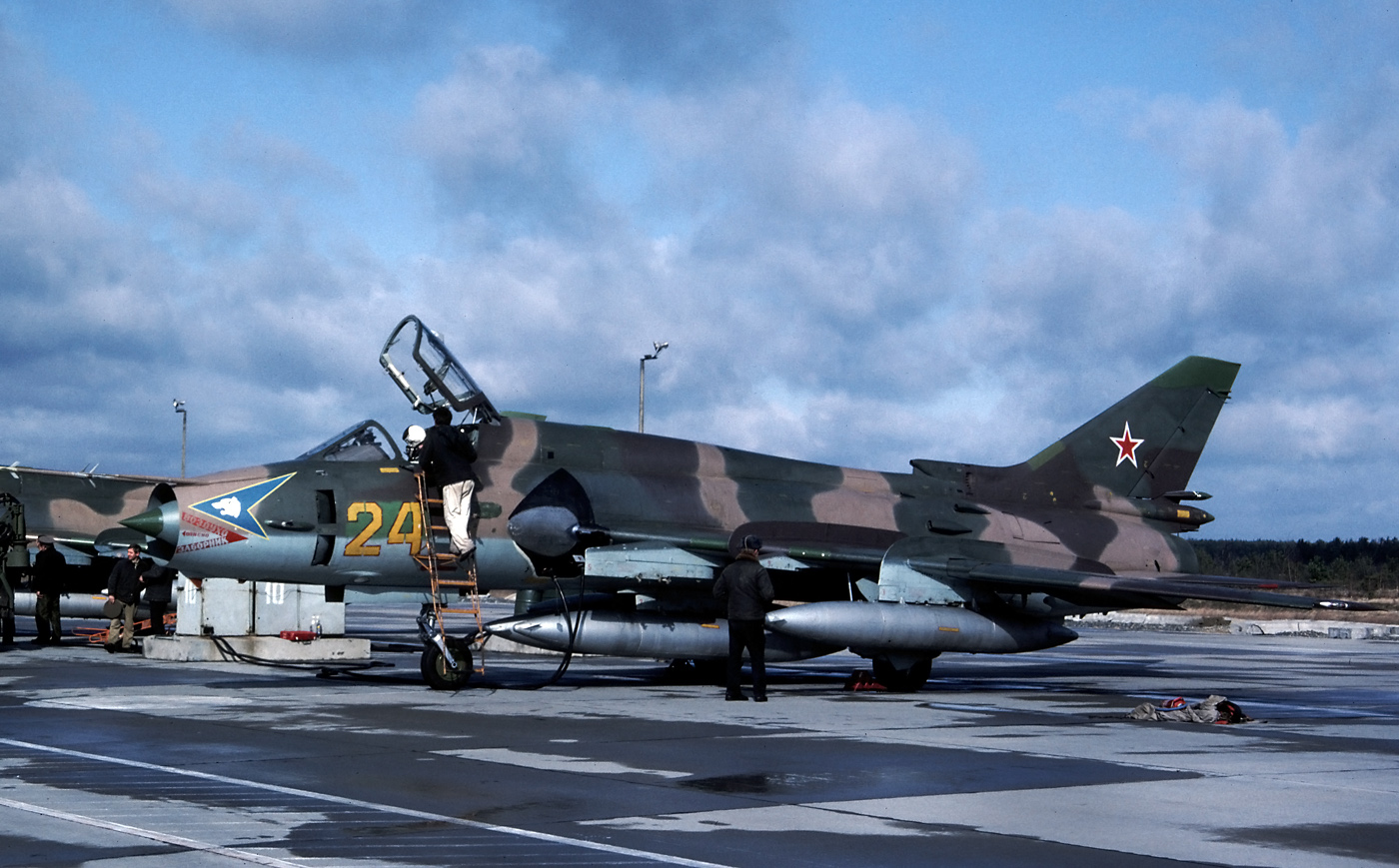
Su-17M4
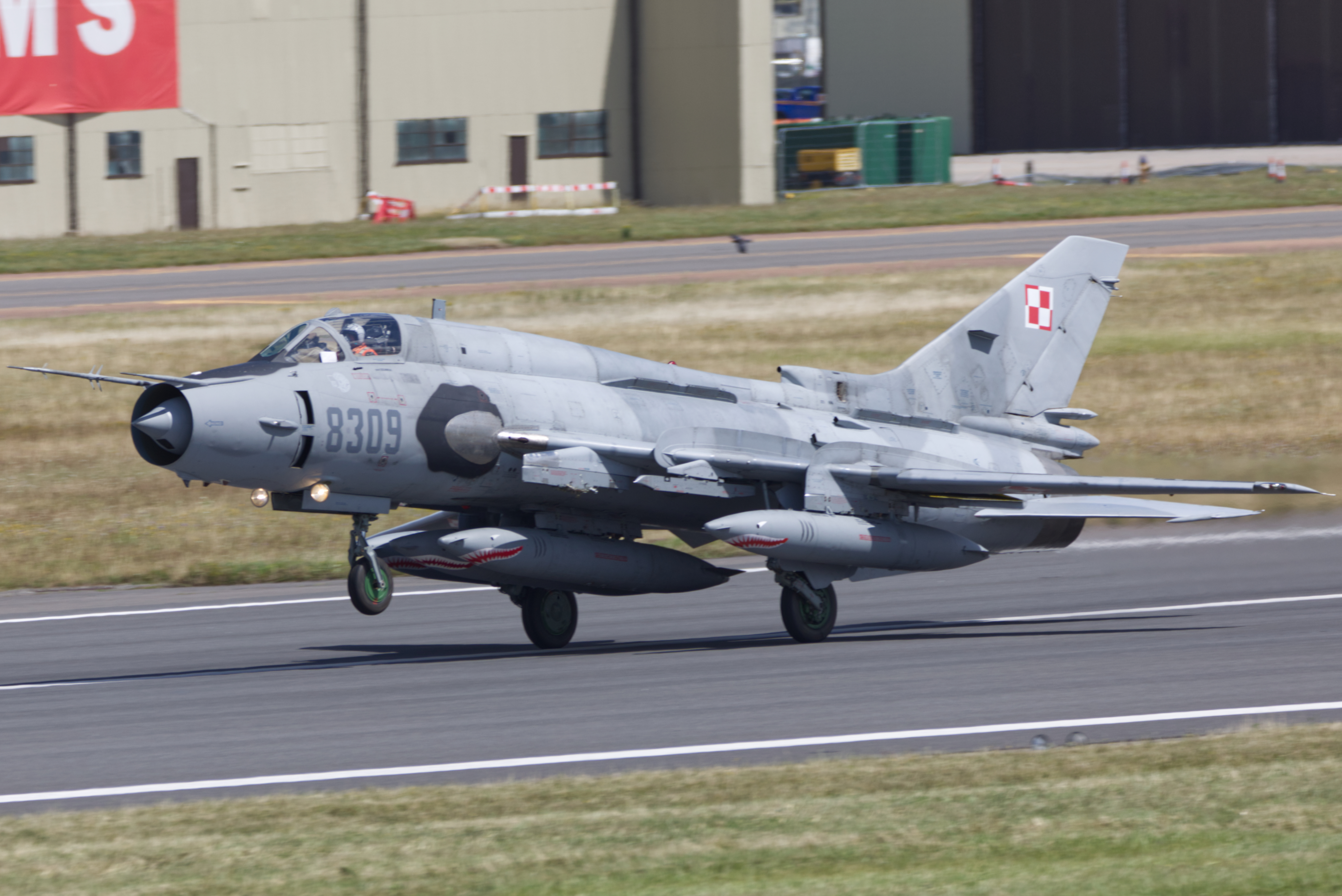
Su-22M4
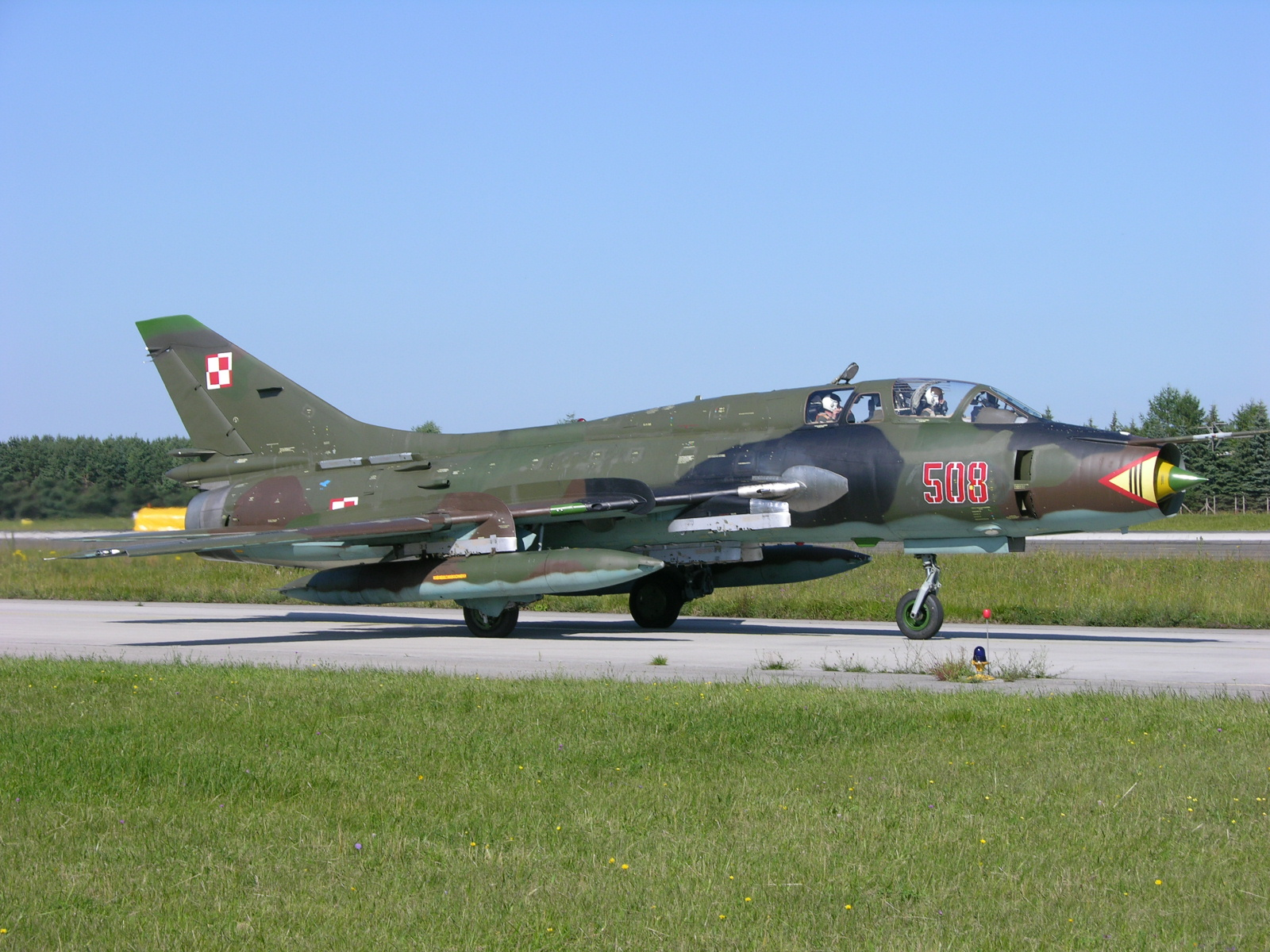
Su-22UM3K

## 性能・主要諸元
- 乗員：1名
- 全長：19.02m
- 全幅：13.68m
- 全高：5.13m
- 翼面積：38.49m2
- 空虚重量：11,800kg
- 最大離陸重量：19,630kg
- エンジン：AL-21F-3×1基
- 推力：7,800kgf×1
- 最大速度：1,860km/h
- 航続距離：2,300km
- 実用上昇限度：14,200m

### 兵装
固定武装
- NR-30 30mm機関砲×2（各80発）

空対地ミサイル
- Kh-28
- Kh-27PS
- Kh-25MP
- Kh-58U

対地爆弾
- 500kg爆弾

## 運用国

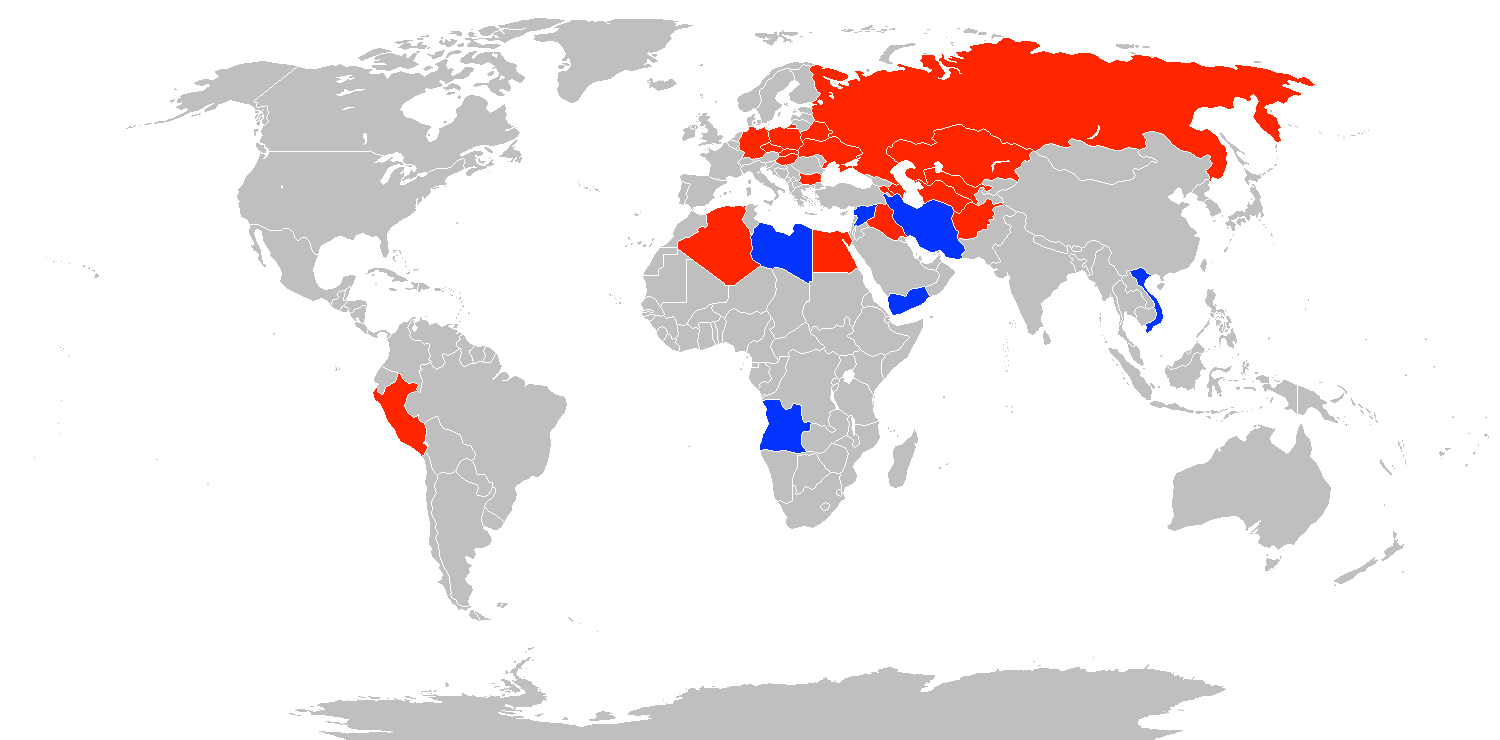
Su-17の採用国（赤は退役済）

- ポーランド

Su-20/22M4/UM3K PolandAF Su-22M4(mod.NATO) #9616, 2005
- ベトナム

Su-22M/M4/UM3K? VPAF Su-22M4 #5867
- イエメン

Su-22M/M4/UM3、Su-17M4 People's Democratic Republic of Yemen AF Su-22M Yemen Arab Republic AF Su-22UM3
- リビア

Su-22/M/UM/3 LibyaAF Su-22M LibyaAF Su-22UM3 #109
- イラン

Su-22/M
- シリア

Su-20/22M/M3/M4/UM3/K SyriaAF Su-22M
- アンゴラ

Su-22/M4/UM3/K

## 登場作品

### 映画
『トリプルX』
化学兵器を乗せたボートを阻止するため、チェコ空軍のSu-22が出動する。西側の劇映画では初の実機登場。

### ゲーム
現代兵器を扱った戦略シミュレーションゲームには大抵登場している。